# Tubesca-Comabi
 (mars 2022).
Tubesca-Comabi est une entreprise française du secteur industriel créée en 1954, spécialisée dans la fabrication et la commercialisation de solutions d’accès, de travail et de protection en hauteur. L’entreprise propose à la fois des solutions d’accès standard (échelles, marchepieds, plates-formes et échafaudages roulants), des solutions d'applications chantiers (échafaudages fixes, monte-matériaux, parapluies) et des solutions spécifiques développées pour la maintenance industrielle, aéronautique et le transport.  
En 2011, l'entreprise réalise un chiffre d'affaires d’environ 100,3 millions d’euros et emploie 305 personnes en France.

## Historique
- En 1954, création de Tubesca, spécialisée dans les échelles en aluminium, et de Comabi, spécialisée dans les échafaudages de façade.
- En 1997, par le biais d'une fusion, Tubesca rejoint le groupe industriel allemand Zarges (de) pour former le groupe franco-allemand Zarges Tubesca Group.
- En 2011, Tubesca et Comabi fusionnent à leur tour pour devenir Tubesca-Comabi[2].
- 2012 voit la construction d'un nouveau site de production près d'Amiens, à Ailly-sur-Noye[3].
- En 2016, l'entité Zarges Tubesca Group est dissoute et la société Tubesca-Comabi est rachetée par le groupe industriel français Frénéhard & Michaux[4].

## Produits
Tubesca-Comabi fabrique et commercialise une gamme de produits réservée aux professionnels, comprenant des produits standards et des gammes d’accès technique de sécurité sur mesure pour l’industrie, le bâtiment et la maintenance industrielle.
Tubesca-Comabi possède deux sites de production. Le premier est basé à Trévoux, près de Lyon, où sont fabriqués les produits d'accès lourds en acier (échafaudages de façade, échafaudages roulants, solutions sur-mesure). Ce site d'une superficie de 46 400 m2 est certifié ISO 9001. Les produits standards sont eux fabriqués sur le site de production basé à Ailly-sur-Noye, dans le Nord de la France. Ce site, d’une superficie de 15 500 m2 est certifié ISO 9001 et ISO 14001 par le TUV.
L’entreprise possède un département recherche et développement qui dépose environ vingt brevets par an[réf. nécessaire].

### Réseaux de distribution
Tubesca-Comabi travaille en partenariat avec un large réseau de distributeurs spécialisés[Qui ?] (groupe d'outillage, négoce matériaux, fournitures industrielles, quincaillerie) à travers le monde.[Où ?]

### L'International
Tubesca-Comabi opère à l’international grâce à son département Export. Les produits sont exportés dans plus de 60 pays, majoritairement en Europe, au Moyen-Orient et dans les pays du Maghreb.

## Identité visuelle

Ancien logo.
Logo actuel.